# Каменюк Оксентій Михайлович
Оксентій Михайлович Каменюк (10 лютого 1927, с. Рачин Горохівського району Волинської області — 4 травня 2017, там само) — політв'язень сталінських концтаборів, політичний і громадський діяч. Перший редактор часопису Тернопільської обласної організації УРП «Тернистий шлях», очільник обласного осередку Конгресу українських націоналістів (нині — почесний його голова), заступник голови Братства вояків ОУН-УПА Подільського краю «Лисоня», член Тернопільської обласної організації Всеукраїнського товариства політичних в'язнів і репресованих.

## Біографія
Народився Оксентій Каменюк 10 лютого 1927 року в селі Рачин (Волинська область).
Навчався в Луцькій педагогічній школі.
Із 1947-го року — на історичному факультеті Львівського педагогічного інституту (нині — Львівський національний університет імені Івана Франка).
У 1949 році — заарештовують за зв'язки з ОУН і відсилають у концтабори Тайшета, що в Красноярському краї, а відтак на Колиму.
Коли повертається 1955-го в Україну, не застає ні батьківської хати, ні господарки. Перш ніж шукати, де жити і працювати, їде в Гарбузів Зборівського району провідати сім'ю Лобурів і передати звістку від сина Богдана, з яким поневірявся на Колимі. Із першого погляду закохується в сестру Богдана Лобура — Надію.
26 березня 1955 року секретар місцевої сільради села Івачів розписав Оксентія і Надію.
Із дружиною повертається на Волинь. Чотири роки працює вчителем початкових класів у Головнянському районі, в селі Кукуріках. Відтак його викликали (за доносом однокурсника) в районне відділення КДБ, «де чоловік у погонах підполковника став випитувати, за що суджений, з ким підтримує зв'язки», а потім порадив після закінчення навчального року виїхати кудись за межі району.
Переїжджають із дружиною на Дніпропетровщину, але й там не було спокою. Для тамтешніх людей вони були чужі, «западенці», «бандерівці». Вирішили повертатись додому, в Галичину.
У 1957 році влаштовується вчителем російської мови й літератури у Завійську семирічну школу.
У 1958 переїжджають у Кадобну: Калуський райвідділ освіти призначив Оксентія Михайловича на посаду директора тамтешньої восьмирічки, але ненадовго, бо райком КПУ дізналися про приховані факти в автобіографії (судимість та про колишні зв'язки з ОУН).
Учителює у Перепельницькій середній школі на Зборівщині, відтак — переїжджає до Тернополя, де довго оббивав пороги міської та обласної освітніх установ, аж поки не призначили вчителем української мови та літератури в міську російську школу № 4 із тижневим навантаженням чотири уроки і в школу № 16 вихователем групи продовженого дня.
Згодом — викладач української мови й літератури у Тернопільському профтехучилищі № 9. Працював до пенсійного віку.
Помер 4 травня 2017 року в рідному селі.

## Нагороди
- Ювілейна медаль «20 років незалежності України» (2012)[3].

## Доробок
Книжки-хроніки:
- «За Україну»,
- «День за днем»,
- «Згода будує, незгода руйнує» — хроніка діяльності Тернопільської обласної організації конгресу українських націоналістів 2000—2003 рр.

Книги-спогади:
- «Жінка з неспокійним серцем» — про свою кохану дружину, котра покинула його шість років тому,
- «Постригач»,
- «З глибини пам'яті» — нарис-спогад про с. Рачин Горохівського району Волинської області.

Збірник пісень: «Пісні моєї юності з рідної Волині» (2015).
Нині друкується нова його книжка — «У полоні гризот і тривог».